# Шопшин, Дмитрий Григорьевич
Дмитрий Григорьевич Шопшин (род. 1936) — советский российский легкоатлет, специалист по бегу на короткие дистанции. Выступал на всесоюзном уровне в 1960-х годах, серебряный и бронзовый призёр чемпионатов СССР, четырёхкратный чемпион Спартакиад народов РСФСР, 12-кратный победитель первенств РСФСР. Представлял Краснодар, спортивные общества «Труд» и «Спартак». Мастер спорта СССР. Тренер по лёгкой атлетике.

## Биография
Дмитрий Шопшин родился в 1936 году. Уроженец города Кореновска Краснодарского края, занимался лёгкой атлетикой в Краснодаре во время учёбы в станкостроительном техникуме, проходил подготовку под руководством тренера Владимира Карасулова, выступал за добровольные спортивные общества «Труд» и «Спартак».
Первого серьёзного успеха в спринте добился в сезоне 1960 года, когда на первенстве РСФСР в Свердловске выиграл бронзовую и серебряную медали в дисциплинах 100 и 400 метров.
В 1961 году на чемпионате СССР в Тбилиси с партнёрами по российской команде завоевал серебряную награду в зачёте эстафеты 4 × 400 метров.
В 1963 году одержал победу в эстафете 4 × 400 метров на Спартакиаде народов РСФСР.
На чемпионате СССР 1964 года в Киеве с результатом 46,8 стал бронзовым призёром в беге на 400 метров, уступив лишь москвичу Виктору Бычкову и киевлянину Вадиму Архипчуку, тогда как в эстафете 4 × 400 метров с командой «Спартака» получил серебро, пропустив вперёд только сборную Вооружённых сил.
Впоследствии проявил себя на тренерском поприще, государственный тренер сборной команды СССР по Краснодарскому краю, начальник спортивно-массового отдела учебно-спортивного комплекса Пашковского сельскохо-зяйственного колледжа. Судья всесоюзной категории.
В апреле 2022 года принял участие в презентации общероссийского проекта «Школа наставничества» в Краснодаре.